# في ليلة
في ليلة (بالإنجليزية: The Night Of) هو مسلسل تلفزيوني قصير من إنتاج قناتي HBO الأمريكية وBBC Worldwide البريطانية، مقتبس من Criminal Justice، مسلسل بريطاني عُرض في عامي 2008 و2009. المسلسل من كتابة ستيفن زيليان وريتشارد برايس ومن إخراج ستيفن زيليان وجيمس مارش. عرض المسلسل لأول مرة على شاشة التلفاز في 10 يوليو، 2016، بينما عرضت الحلقة الأولى على خدمة HBO على الإنترنت في 24 يونيو، 2016.

## طاقم التمثيل والشخصيات
- جون تورتورو بدور جون ستون، محامي ناصر خان.
- ريز أحمد بدور ناصر «ناز» خان، طالب جامعي أمريكي من أصل باكستاني يتهم بجريمة قتل فتاة في مدينة نيويورك.
- مايكل كينيث ويليامز بدور فريدي نايت، سجين ذو نفوذ في سجن رايكرز آيلاند.
- بيل كامب بدور دينيس بوكس، المحقق المسؤول عن قضية ناصر.
- بيمان المعادي بدور سليم خان، والد ناصر.
- بورنا جاغناثان بدور سَفر خان، والدة ناصر.
- صوفيا بلاك ديليا بدور أندريا كورنش، الضحية.
- جيني برلين بدور هيلين ويس، المدعي العام التي تعمل على قضية ناصر.
- غلين هيدلي بدور أليسون كرو، محامية تمثل ناصر في إحدى مراحل القضية.
- أفتون ويليامسون بدور الضابطة ويغينز، تعمل في المقاطعة 21.
- بن شينكمان بدور الرقيب كلاين، يعمل في المقاطعة 21.
- باولو كوستنزو بدور راي هيل، محاسب قانوني.
- محمد بكري بدور طارق، سائق تكسي وزميل سليم في العمل.
- نبيل الوهابي بدور يوسف، سائق تكسي وزميل سليم في العمل.

## الإنتاج
في 12 سبتمبر، 2012 أعلنت HBO عن طلبها لحلقة تجريبية من مسلسل مقتبس من المسلسل البريطاني Criminal Justice. كان من المخطط أن يلعب جيمس غاندولفيني أحد الأدوار الرئيسية، وعلى أن يقوم ريتشار برايس بالكتابة بينما يتولى ستيفن زيليان عملية الإخراج. في 19 فبراير، 2013 قامت HBO برفض فكرة المشروع. لكن في 13 مايو 2013 عكست قرارها وقامت بإعطاء الضوء الاخضر للمشروع. بعد وفاة غاندولفيني في 19 يونيو، 2013، وردت تقارير تفيد بأن العمل على المسلسل القصير سوف يمضي قدمًا تكريما له، وبأن روبرت دي نيرو سوف يحل محل غاندولفيني. في 21 أبريل، 2014 تم الإعلان بأن جون تورتورو حَل محل دي نيرو بسبب حدوث تضارب جداول العمل. في 11 مارس 2016 تم الإعلان بأن المسلسل سوف يُعرض في منتصف 2016 تحت عنوان The Night Of.

## قائمة الحلقات
| رقم الحلقة | العنوان                                  | إخراج        | كتابة                       | تاريخ البث الأصلي | عدد المشاهدين (بالمليون) |
| ---------- | ---------------------------------------- | ------------ | --------------------------- | ----------------- | ------------------------ |
| 1          | «The Beach (الشاطئ)»                     | ستيفن زيليان | ريتشارد برايس               | 10 يوليو، 2016    | 0.774                    |
| 2          | «Subtle Beast (وحشٌ ماكر)»                | ستيفن زيليان | ريتشارد برايس               | 17 يوليو، 2016    | 1.28                     |
| 3          | «A Dark Crate (قفص مُظلم)»                | ستيفن زيليان | ريتشارد برايس               | 24يوليو، 2016     | 1.20                     |
| 4          | «The Art of War (فن الحرب)»              | جيمس مارش    | ريتشارد برايس               | 31 يوليو، 2016    | 1.33                     |
| 5          | «The Season of the Witch (موسم الساحرة)» | ستيفن زيليان | ريتشارد برايس وستيفن زيليان | 7 أغسطس، 2016     | 1.37                     |
| 6          | «Samson and Delilah (شمشون ودليلة)»      | ستيفن زيليان | ريتشارد برايس وستيفن زيليان | 14 أغسطس، 2016    | 1.41                     |
| 7          | «Ordinary Death (موت طبيعي)»             | ستيفن زيليان | ريتشارد برايس وستيفن زيليان | 21 أغسطس، 2016    | 1.76                     |
| 8          | «The Call of the Wild (نداء البرية)»     | ستيفن زيليان | ريتشارد برايس وستيفن زيليان | 28 أغسطس، 2016    | 2.16                     |

## الاستقبال النقدي
تلقى المسلسل مراجعات إيجابية جدًا من مختلف النقاد، حيث حَصل على موقع ميتاكريتيك على متوسط 100/90 بناءً على 40 مراجعة نقدية. على موقع الطماطم الفاسدة حصل المسلسل على نسبة 95% بناءً على 53 مراجعة نقدية وبمتوسط تقييم 8.5/10 ، حيث كان الإجماع النقدي للموقع: «The Night Of مسلسل غنيّ ومتقن بدرجة عالية، لغزٌ مصنوعٌ بشكل رائع سوف يبقي مشاهديه مفتونين ويتركهم محطمين».

### الجوائز والترشيحات
| الجائزة                                      | الفئة                                            | المرشح(ين)                                                      | النتيجة | م      |
| جائزة نقابة المصورين السينمائيين الأمريكيين  | أفضل تصوير سينمائي - مسلسل قصير أو فيلم تلفزيوني | إيغور مارتينوفيتش عن حلقة "Subtle Beast"                        | فوز     | [ 16 ] |
| جوائز معهد الفيلم الأمريكي                   | قائمة أفضل 10 مسلسلات تلفزيونية                  |                                                                 | فوز     | [ 17 ] |
| جائزة نقابة المخرجين الأمريكيين              | أفضل إخراج - مسلسل قصير أو فيلم تلفزيوني         | ستيفن زيليان عن حلقة "The Beach"                                | فوز     | [ 18 ] |
| حفل توزيع جوائز الغولدن غلوب الرابع والسبعون | أفضل ممثل - مسلسل قصير أو فيلم تلفزيوني          | ريز أحمد                                                        | رُشِّح     | [ 19 ] |
| حفل توزيع جوائز الغولدن غلوب الرابع والسبعون | أفضل ممثل - مسلسل قصير أو فيلم تلفزيوني          | جون تورتورو                                                     | رُشِّح     | [ 19 ] |
| حفل توزيع جوائز الغولدن غلوب الرابع والسبعون | أفضل مسلسل قصير أو فيلم تلفزيوني                 |                                                                 | رُشِّح     | [ 19 ] |
| جائزة نقابة المنتجين الأمريكيين              | أفضل منتج - عمل تلفزيوني طويل                    | ستيفن زيليان، ريتشارد برايس، جين ترانتر، غاريت باخ، سكوت فرغسون | رُشِّح     | [ 20 ] |
| جائزة نقابة ممثلي الشاشة                     | أفضل ممثل - مسلسل قصير أو فيلم تلفزيوني          | ريز أحمد                                                        | رُشِّح     | [ 21 ] |
| جائزة نقابة ممثلي الشاشة                     | أفضل ممثل - مسلسل قصير أو فيلم تلفزيوني          | جون تورتورو                                                     | رُشِّح     | [ 21 ] |

## وصلات خارجية
- الموقع الرسمي
- في ليلة على موقع IMDb (الإنجليزية)
- في ليلة على موقع ميتاكريتيك (الإنجليزية)
- في ليلة على موقع ليتربوكسد (الإنجليزية)
- في ليلة على موقع كينوبويسك (الروسية)
- في ليلة على موقع ألو سيني (الفرنسية)
- في ليلة على موقع قاعدة بيانات الفيلم (الإنجليزية)